# Monte Saraceno
Monte Saraceno este o arie protejată (arie specială de conservare — SAC, sit de importanță comunitară — SCI) din Italia întinsă pe o suprafață de 197 ha, din care 1 % marine.

## Localizare
Centrul sitului Monte Saraceno este situat la coordonatele 41°41′34″N 16°03′08″E / 41.692778°N 16.052222°E.

## Înființare
Situl Monte Saraceno a fost declarat sit de importanță comunitară în iunie 1995 pentru a proteja 1 specie de plante și 14 specii de animale. Situl a fost protejat și ca arie specială de conservare în decembrie 2018.

## Biodiversitate
Situată în ecoregiunea mediteraneană, aria protejată conține 5 habitate naturale: Pante stâncoase calcaroase cu vegetație casmofită, Tufărișuri termo-mediteraneene și de pre-deșert, Pseudostepă cu ierburi și specii anuale de Thero-Brachypodietea, Peșteri marine scufundate complet sau parțial, Păduri de pin mediteraneene cu pini mezogeni endemici.
La baza desemnării sitului se află mai multe specii protejate:
- plante (1): Stipa austroitalica
- păsări (11): lăstunul mare (Apus apus), Calonectris diomedea, porumbel (Columba livia), Falco eleonorae, șoim călător (Falco peregrinus), sfrânciocul cu frunte neagră (Lanius minor), sfrâncioc cu cap roșu (Lanius senator), pescăruș-cu-cap-negru (Larus melanocephalus), vrabie de stâncă (Petronia petronia), Phalacrocorax carbo sinensis, Tachymarptis melba
- mamifere (1): liliacul mare cu potcoavă (Rhinolophus ferrumequinum)
- nevertebrate (1): Euplagia quadripunctaria
- reptile (1): șarpele cu patru dungi (Elaphe quatuorlineata)

Pe lângă speciile protejate, pe teritoriul sitului au mai fost identificate 23 de specii de plante, 3 specii de nevertebrate, 4 specii de reptile.